# دزينس بورنيتش
دزينس بورنيتش (بالألمانية: Dženis Burnić)‏ مواليد 22 مايو 1998 في هام، ألمانياهو لاعب كرة قدم ألماني يلعب مع بوروسيا دورتموند في الدوري الألماني.

## روابط خارجية
- دزينس بورنيتش على موقع الاتحاد الأوربي (الإنجليزية)
- دزينس بورنيتش على موقع إي إس بي إن إف سي (الإنجليزية)
- دزينس بورنيتش على موقع قاعدة بيانات كرة القدم.إي يو (الإنجليزية)
- دزينس بورنيتش على موقع ناشيونال فوتبول تيمز (الإنجليزية)
- دزينس بورنيتش على موقع Soccerway.com (الإنجليزية)
- دزينس بورنيتش على موقع عالم كرة القدم.نت (الإنجليزية)
- دزينس بورنيتش على موقع AS.com (الإسبانية)